# متسلق الأخشاب
دَنْدَك أو متسلق الأخشاب (الاسم العلمي: Dendrocincla)، جنس طيور من فصيلة الفرنارية.

## النظاميات والتصنيف

### الأنواع الموجودة
يضم الجنس ستة أنواع:
- Tyrannine woodcreeper (Dendrocincla tyrannina)
- Plain-brown woodcreeper (Dendrocincla fuliginosa)
- Plain-winged woodcreeper (Dendrocincla turdina)
- Tawny-winged woodcreeper (Dendrocincla anabatina)
- White-chinned woodcreeper (Dendrocincla merula)
- Ruddy woodcreeper (Dendrocincla homochroa)

### أنواع سابقة
- Sangihe shrikethrush (as Dendrocincla macrorhyncha)[6]